# Taux de fécondité
Ne doit pas être confondu avec Taux de natalité.

Pays par taux de fécondité (2023).

Le taux de fécondité peut se définir comme le rapport des naissances vivantes durant une période, généralement l'année, à un effectif moyen de femmes (par exemple les 15-50 ans, ou pour chaque âge). L'indice synthétique de fécondité est la somme des taux de fécondité générale par âge durant une période. Il est en pratique synonyme d'indicateur conjoncturel de fécondité ou nombre moyen d'enfants par femme. Ce terme se distingue du taux de natalité, qui correspond au nombre annuel de naissances divisé par la population totale de cette année.
Le taux de fécondité est un indice statistique permettant de mesurer la tendance d'une population à augmenter ou à diminuer naturellement. Il détermine le taux de natalité. Celui-ci permet de calculer la variation naturelle de la population, c'est-à-dire sans tenir compte des flux migratoires, en soustrayant le taux de mortalité. Il s'agit d'une mesure transversale.
Cet indice peut prendre plusieurs formes, qui ont leurs méthodes et leurs intérêts propres : indice de fécondité générale, indicateur conjoncturel de fécondité (ou indice synthétique de fécondité) et indice de descendance finale.

## Définitions
Le taux de fécondité est le rapport entre le nombre d'enfants nés vivants dans un groupe, une génération, etc. au cours d'une année et le nombre moyen, durant cette même année, de femmes de ce groupe en âge de procréer. L'indice de fécondité est le nombre moyen d'enfants par femme.

## Taux de fécondité général
Pour une population et une année données, c'est le rapport entre le nombre de naissances vivantes durant cette année et le nombre de femmes en âge de procréer (15 à 50 ans) en milieu d'année. Ne nécessitant que la connaissance de ces deux nombres, ce taux a l'avantage de la simplicité. 
Mais il dépend de la structure par âge de la population féminine. Or la fécondité par âge varie largement à l'intérieur de la tranche 15 – 49 ans. Difficile à interpréter, cet indice n'est guère utilisé. On préfère calculer les taux de fécondité pour chaque âge ou groupe d'âges, opération qui sert au calcul de l'indicateur synthétique de fécondité (ou indicateur conjoncturel de fécondité), qui est aujourd'hui davantage utilisé par les démographes, avec l'indicateur de la descendance finale.

## Indicateur conjoncturel (ou synthétique) de fécondité
Il permet de calculer le nombre moyen d'enfants auxquels les mères donneraient le jour si les générations futures avaient le même taux de fécondité par âge que les générations actuelles. On le calcule en faisant la somme des taux de fécondité pour chaque âge (de 15 à 50 ans), ou en divisant par cinq la somme des taux pour chaque groupe d'ages de cinq ans (15-19, 20-24, etc.) établis pour une année donnée. Ce calcul revient à accorder une pondération identique aux différentes classes d'âge, quel que soit leur effectif, ce qui élimine l'effet de structure que constitue la répartition par âge des femmes en âge de procréer.
C'est une mesure transversale[réf. nécessaire], c'est-à-dire qu'il mesure la fécondité « du moment » (à ne pas confondre avec la descendance finale). Dans une note méthodologique, l'Insee précise les limites de cet indice : « L’indicateur ne mesure pas les comportements d’une génération réelle. Il est probable qu'aucune génération réelle n'aura à chaque âge les taux observés. L’indicateur conjoncturel de fécondité sert donc surtout à caractériser d'une façon synthétique la situation de la fécondité au cours d'une année donnée, sans qu'on puisse en tirer des conclusions certaines sur l'avenir de la population. »
En France
L'Insee a constaté en France (comme ailleurs en Europe et dans le monde) une tendance à un premier accouchement arrivant plus tard dans la vie des femmes (âge moyen : 28 ans en 2019).
Pour cette raison, l'indice conjoncturel de fécondité a subi un apparent ralentissement après 1976 (environ 1,8 enfant par femme) ; Mais quand on intègre dans les modèles une fécondité des femmes déjà mères variant avec l’âge du dernier enfant, et non avec l’âge de la mère, la fécondité est alors estimée à 2,0 enfants par femme (taux proche de la descendance finale des générations).
Cette descendance finale des générations va un peu diminuer pour les générations nées après 1956, mais pourrait se stabiliser aux alentours de 2,0 enfants par femme pour la « génération 1970 », à la suite d'une légère augmentation de la part des femmes qui resteront sans enfant (hausse de l'infécondité, qui pourrait notamment être due à une délétion de la spermatogenèse chez les hommes et à une diminution de la fécondité féminine).
La répartition des femmes selon le nombre d’enfants reste cependant, selon l'Insee, « remarquablement stable depuis vingt-cinq ans : les tailles de famille sont très homogènes, puisque près de deux femmes sur cinq ont exactement deux enfants ». Les naissances sont retardées mais la fécondité est stable.
Évolution récente (2005 à 2016) du taux de fécondité par groupe d'âge.
- L'âge moyen des mères a augmenté de 0,8 an, passant de 29,6 ans en 2005 à 30,4 ans en 2015.
- Diminution du taux pour les jeunes femmes : 100 femmes de 15 à 24 ans mettaient au monde 3,2 enfants en 2005 et 2,7 en 2015.
- Diminution également du taux pour les femmes ayant entre 25 et 29 ans : pour 100 femmes le nombre de naissances passe de 12,8 à 11,9 par an.
- À l'inverse, le taux augmente pour les trois autres groupes d'âge : pour celui de 30 à 34 ans, il passe de 12,3 à 12,9 ; pour les 35-39 ans de 5,7 à 7,9 et pour les 40-50 ans de 0,6 à 0,8.
- Au total l'indicateur conjoncturel de fécondité est assez stable, passant, pour 100 femmes, de 193,8 à 196,1.

L'INSEE estime en conséquence que « la fécondité française se maintient à un niveau élevé par rapport aux autres pays européens, même si l'indicateur conjoncturel de fécondité passe sous la barre des 2 enfants par femme. Il s'établit à 1,96 en 2015, retrouvant à peu près son niveau de 2005 ». En 2016, l’indicateur conjoncturel de fécondité diminue à nouveau et s’établit à 1,93 enfant par femme. En 2017, il continue de baisser pour atteindre 1,88 enfant par femme.
En 2020 le taux de fécondité était de 1,83 en France (à comparer par exemple à 1,55 en Belgique ; 1,54 aux Pays-Bas ; 1,36 au Luxembourg dans le Bénélux).

## Descendance finale
La descendance finale se mesure dans chaque génération : c'est le nombre moyen d'enfants que les femmes de cette génération ont eu à la fin de leur vie féconde, en ne tenant pas compte de leur mortalité. C'est la somme des taux de fécondité par âge d'une génération, ce qui, en l'absence d'estimations, nécessite des données collectées pendant 35 ans. Le nombre moyen d'enfants par femme a diminué en France au cours des dernières décennies. En 2013, un document de l'Insee précisait : « Le nombre d’enfants par femme, mesuré à la fin de la vie féconde, baisse légèrement, après avoir été stable pendant 15 ans. Une femme née entre 1961 et 1965 a eu en moyenne 1,99 enfant au cours de sa vie, soit un peu moins que les femmes nées entre 1956 et 1960 (2,05 enfants). Les femmes nées entre 1931 et 1935 ont eu en moyenne 2,48 enfants ».

## Seuil de renouvellement des générations
Le seuil de renouvellement (ou de remplacement) des générations, c'est-à-dire le nombre moyen d'enfants par femme nécessaire pour que chaque génération en engendre une suivante de même effectif, est au minimum de 2,05 enfants par femme, soit 205 enfants pour 100 femmes, parce que pour 105 garçons il naît 100 filles. Les seuils réels sont supérieurs à ce minimum en raison de la mortalité entre la naissance et l'âge de procréation. Ce seuil varie selon les pays, allant d'un peu moins que 2,1 dans les pays développés (2,075 au Royaume-Uni, par exemple) jusqu'à 3,4 dans certains pays en voie de développement pour une moyenne mondiale autour de 2,33,.
Un pays dont le taux de fécondité se maintient durablement en dessous de ce seuil verra sa population diminuer (en l'absence d'immigration).
Pour des raisons techniques, il est temporairement impossible d'afficher le graphique qui aurait dû être présenté ici.

## Indice conjoncturel de fécondité dans le monde
L'indice synthétique de fécondité varie beaucoup selon les différentes régions du monde. Les facteurs généralement associés à une baisse de la fécondité comprennent, entre autres, la richesse, l'éducation des femmes,,, la participation des femmes au travail et l'urbanisation. En 2023, le taux de fécondité le plus bas du monde est celui de la Corée du Sud avec 0,72 tandis que le plus élevé est celui du Niger avec 7,6 enfants par femme. 
| Région                | Indice de fécondité 2024 | Indice de fécondité 2014 |
| --------------------- | ------------------------ | ------------------------ |
| Afrique subsaharienne | 4,4                      | 5,1                      |
| Afrique               | 4,1                      | 4,7                      |
| Asie centrale         | 3,2                      | 2,7                      |
| Afrique du Nord       | 2,8                      | 3,4                      |
| Asie de l'Ouest       | 2,5                      | 2,9                      |
| Asie du Sud           | 2,2                      | 2,5                      |
| Moyenne mondiale      | 2,2                      | 2,5                      |
| Océanie               | 2,0                      | 2,4                      |
| Asie du Sud-Est       | 2,0                      | 2,4                      |
| Asie                  | 1,8                      | 2,2                      |
| Amérique latine       | 1,7                      | 2,2                      |
| Amérique              | 1,7                      | 2,1                      |
| Amérique du Nord      | 1,6                      | 1,8                      |
| Europe                | 1,4                      | 1,6                      |
| Asie de l'Est         | 1,0                      | 1,5                      |